# Jonathan Paget
Jonathan Paget, född den 17 november 1983 i Warkworth i Nya Zeeland, är en nyzeeländsk ryttare.
Han tog OS-brons i lagtävlingen i fälttävlan i samband med de olympiska ridsporttävlingarna 2012 i London.